# Nnenna Freelon

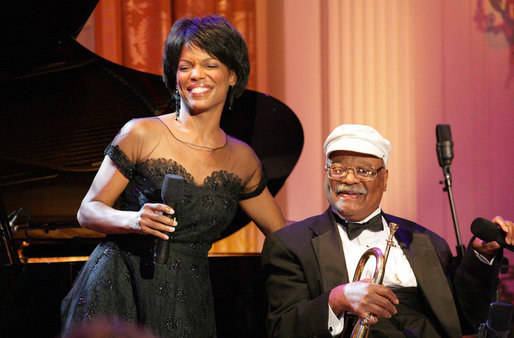
Nnenna Freelon mit Clark Terry

Chinyere Nnenna Freelon (* 28. Juli 1954 in Cambridge, Massachusetts) ist eine US-amerikanische Jazzsängerin.

## Leben und Wirken
Freelon arbeitete nach ihrem Studium am Simmons College in Boston in der Verwaltung eines Krankenhauses in Durham (North Carolina) und zog drei Kinder auf. Daneben trat sie als Sängerin in lokalen Clubs auf und ging gelegentlich auf kurze Tourneen. Ellis Marsalis entdeckte 1990 die Sängerin bei einem Auftritt in Atlanta. Sie machte nun rasch Karriere, legte ein erstes Album vor und ging bereits 1992 mit der Philip Morris Superband auf Welttournee.
Die Sängerin arbeitete zudem mit Herbie Hancock, Billy Taylor, Yusef Lateef, Toshiko Akiyoshi, Dianne Reeves, Ray Charles, Al Jarreau und T. S. Monk. 2001 trat die Sängerin zusammen mit Jon Hendricks und Annie Ross auf. Sie konzertierte unter anderem in der Carnegie Hall, im Hollywood Bowl, auf dem Monterey Jazz Festival und dem Montreux Jazz Festival.
Als Schauspielerin spielte sie in dem 2000 gedrehten Film Was Frauen wollen neben Mel Gibson und Helen Hunt, wo sie auch den Song „If I Had You“ interpretierte. Sie ist weiterhin die Sprecherin der National Association of Partners in Education.

## Preise und Auszeichnungen
Freelons Alben und Songinterpretationen wurden bisher (2010) sechsmal für einen Grammy nominiert. Sie wurde mit dem Billie Holiday-Preis der französischen Académie du Jazz und dem amerikanischen Eubie Blake Award ausgezeichnet. Ihr Album Time Traveler (2021) erhielt eine Grammy-Nominierung in der Kategorie Bestes Jazz-Gesangsalbum.

## Diskographische Hinweise
- Nnenna Freelon (Columbia, 1992)
- Heritage (Columbia, 1993), mit Kenny Barron, Christian McBride und Lewis Nash
- Shaking Free (Concord Jazz, 1996)
- Maiden Voyage (Concord, 1998)
- Soulcall (Concord, 2000)
- Live at the Kennedy Center, Washington D.C. (Concord, 2003)
- Better than Anything (Concord, 2007)

## Lexigraphische Einträge
- Leonard Feather, Ira Gitler: The Biographical Encyclopedia of Jazz. Oxford University Press, New York 1999, ISBN 0-19-532000-X.
- Martin Kunzler: Jazz-Lexikon. Band 1: A–L (= rororo-Sachbuch. Bd. 16512). 2. Auflage. Rowohlt, Reinbek bei Hamburg 2004, ISBN 3-499-16512-0.